# Erland Nordenskiöld

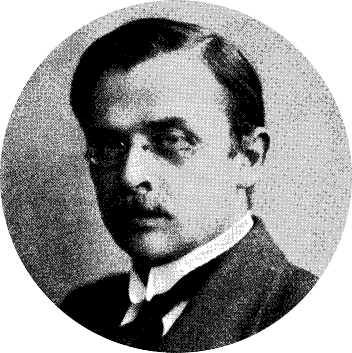
Erland Nordenskiöld

Baron Nils Erland Herbert Nordenskiöld (* 19. Juli 1877 in Stockholm; † 5. Juli 1932 in Göteborg) war ein schwedischer Ethnologe und Anthropologe finnischer Abstammung.

## Leben
Er wurde als Sohn des berühmten finnischen Forschers Adolf Erik Nordenskiöld geboren und erhielt seine Ausbildung in Uppsala. Seine erste Forschungsreise nach Südamerika unternahm Nordenskiöld im Jahre 1899 nach Patagonien. Es folgten weitere Expeditionen durch Argentinien und Bolivien (1901–1902) sowie durch Peru und Bolivien (1904–1905).
Von 1906 bis 1908 arbeitete er am Naturhistoriska riksmuseet in seiner Geburtsstadt und im Anschluss an diese Tätigkeit leitete er eine vierte Reise nach Südamerika, die ihn von 1908 bis 1909 nach Bolivien führte.
1912 wurde er mit dem Loubat Preis und der Wahlberg-Goldmedaille ausgezeichnet.
Im Jahre 1913 ernannte man ihn zum Direktor der ethnographischen Abteilung des Göteborg Museum in Göteborg. Im gleichen Jahr brach er zu seiner letzten Südamerikaexpedition in die Grenzregion zwischen Brasilien und Bolivien auf. Während dieser Fahrt traf er im Regenwald den britischen Forschungsreisenden Percy Fawcett.
Von seinen fünf Expeditionen brachte Erland Nordenskiöld zahlreiche Fundstücke, wie beispielsweise Pflanzen, Gesteine oder Geschenke von Einheimischen in seine Heimat, die er als Ausstellungsstücke den Museen Stockholms überließ. Erland Nordenskiöld war mit Olga Nordenskiöld verheiratet, die ihn auch auf einigen seiner Reisen begleitete.
Neben zahlreichen Berichten in wissenschaftlichen Zeitschriften veröffentlichte er auch einige Bücher.
Seit 1932 war er auswärtiges Mitglied der Königlich Niederländischen Akademie der Wissenschaften.

## Schriften
- Från högfjäll och urskogar. Stämningsbilder från Anderna och Chaco. Wahlström & Widstrand, Stockholm 1903.
- Indianlif i El Gran Chaco (Syd-Amerika). Bonnier, Stockholm 1910; deutsch: Indianerleben. El Gran Chaco (Südamerika). Albert Bonnier, Leipzig 1912 (Internet Archive)
- Indianer och hvita i nordöstra Bolivia. Bonnier, Stockholm 1911.
- De sydamerikanska indianernas kulturhistoria. Bonnier, Stockholm 1912.
- Indianer und Weisse in Nordostbolivien. Strecker und Schröder, Stuttgart 1922. (Internet Archive).

Beiträge:
- La conception de l'âme chez les Indiens Cuna de l'isthme de Panamá. In: Journal de la Société des Américanistes, Jahrgang 1932, Band 24, Nr. 1, S. 5–30.